# Clematis coactilis
Clematis coactilis là một loài thực vật có hoa trong họ Mao lương. Loài này được (Fernald) Keener mô tả khoa học đầu tiên năm 1967.

## Hình ảnh

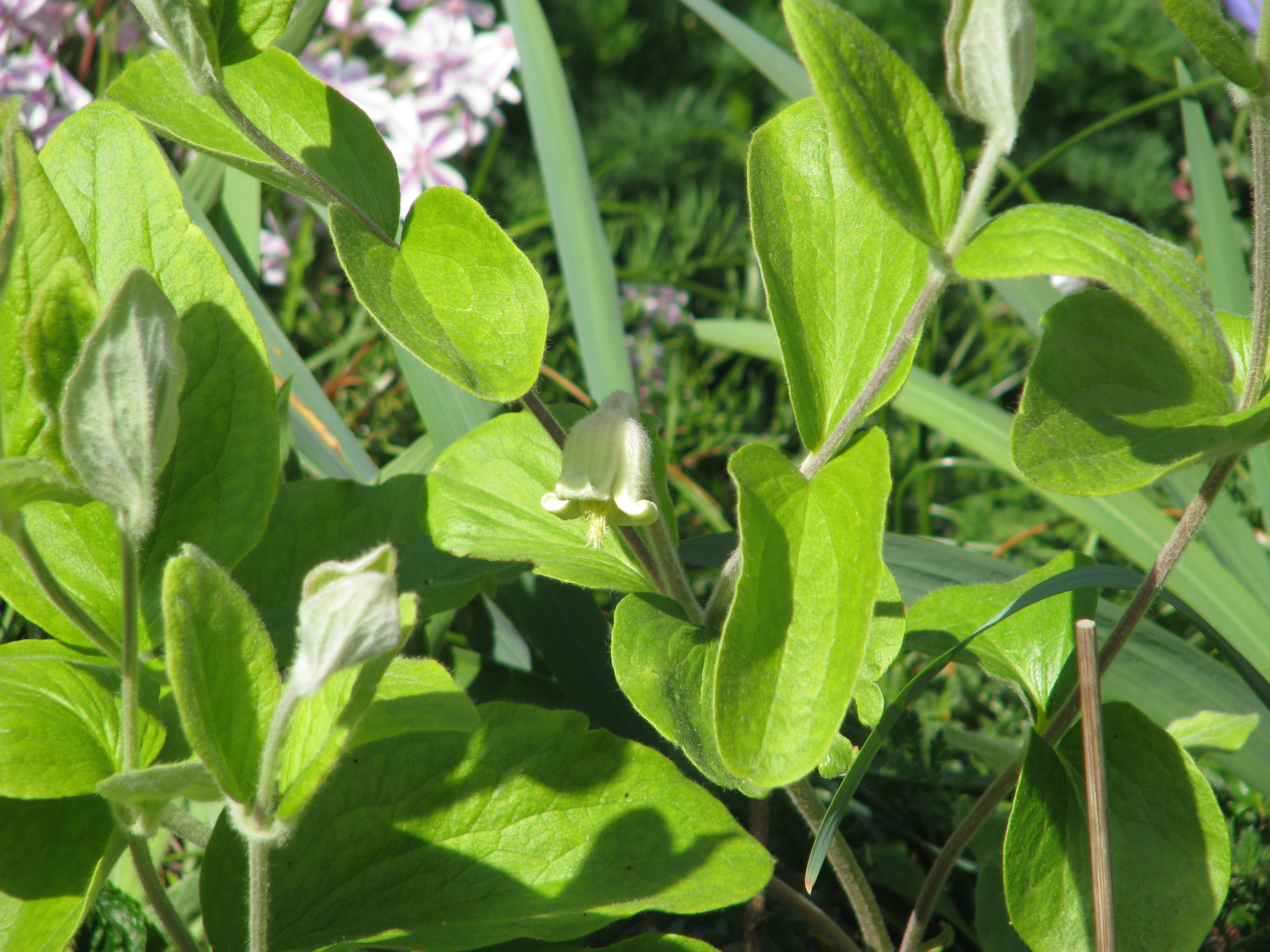
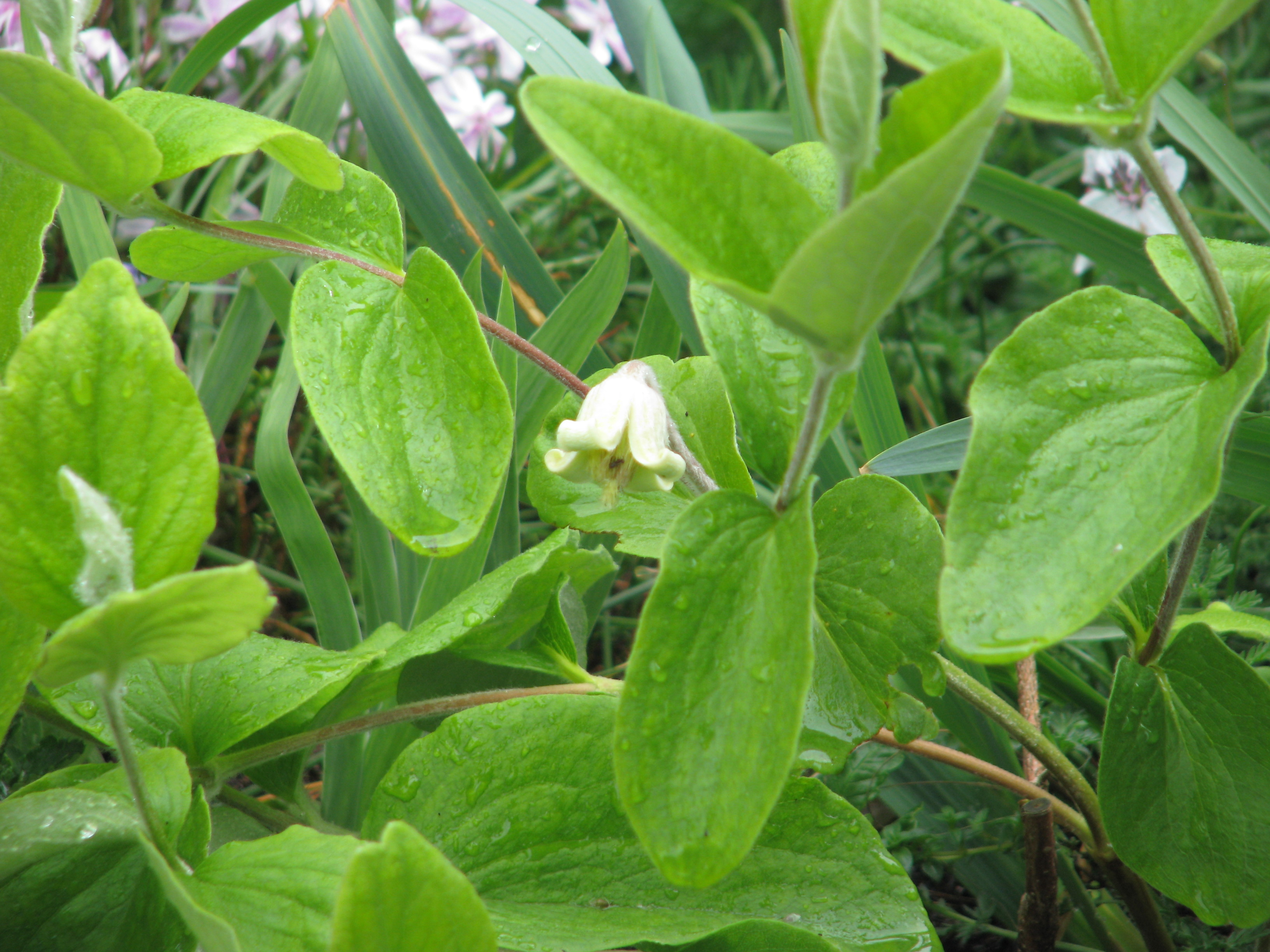